# Keith Wright
Keith Wright (ur. 17 maja 1965 w Edynburgu) – szkocki piłkarz występujący na pozycji napastnika.
W sezonie 1990/1991 zwyciężył w rozgrywkach Scottish Challenge Cup z Dundee, a w sezonie 1991/1992 zdobył Puchar Ligi Szkockiej z Hibernian.
W reprezentacji Szkocji wystąpił jeden raz, 19 lutego 1992 w wygranym 1:0 towarzyskim meczu z Irlandią Północną.

## Statystyki ligowe
| Rozgrywki        | Kraj    | Poziom | Kluby                                    | Mecze | Gole |
| ---------------- | ------- | ------ | ---------------------------------------- | ----- | ---- |
| Premier Division | Szkocja | I      | Dundee, Hibernian                        | 328   | 103  |
| First Division   | Szkocja | II     | Raith Rovers, Dundee, Greenock Morton    | 148   | 45   |
| Second Division  | Szkocja | III    | Raith Rovers, Stenhousemuir, Cowdenbeath | 129   | 67   |
| Third Division   | Szkocja | IV     | Cowdenbeath                              | 32    | 7    |